# 4-idrossimuconico-semialdeide deidrogenasi
La 4-idrossimuconico-semialdeide deidrogenasi è un enzima appartenente alla classe delle ossidoreduttasi, che catalizza la seguente reazione:
4-idrossimuconico semialdeide + NAD+ + H2O ⇄ maleilacetato + NADH + 2 H+
L'enzima è coinvolto nella via di degradazione del 4-nitrofenolo.